# 소바요닌
소바요닌(일본어: 側用人)은 에도 막부의 관직명 중 하나이다. 정식명칭은 오소바고요닌(御側御用人). 쇼군과 로주 사이에서 쇼군의 명을 전달하고, 중신들의 의견을 쇼군에게 전달하는 역할을 맡았다. 급료는 1만석이다.

## 주요 인물
5대 쇼군 쓰나요시 시대의 야나기사와 요시야스(柳沢吉保), 6대 쇼군 이에노부 및 7대 쇼군 이에쓰구 시대의 마나베 아키후사(間部詮房), 9대 쇼군 이에시게 시대의 오오카 다다미쓰(大岡忠光), 10대 쇼군 이에하루 시대의 다누마 오키쓰구(田沼意次), 11대 쇼군 이에나리 시대의 미즈노 다다아키라(水野忠成) 등이 유명하다.

### 오소바고요닌 목록[2]
- 마키노 나리사다(牧野成貞, 1680년(엔포 8년) ~ 1695년(겐로쿠 8년))
- 마쓰다이라 다다치카(松平忠周, 1685년(조쿄 2년) ~ 1690년(겐로쿠 3년))
- 기타미 시게마사(喜多見重政, 1686년(조쿄 3년) ~ 1689년(겐로쿠 2년))
- 오타 스케나오(太田資直, 1686년(조쿄 3년))
- 미야하라 시게키요(宮原重清, 1688년(조쿄 5년) ~ 1688년(겐로쿠 원년))
- 마키노 다다타카(牧野忠貴, 1688년(겐로쿠 원년))
- 난부 나오마사(南部直政, 1688년(겐로쿠 원년) ~ 1689년(겐로쿠 2년))
- 야나기사와 야스아키(柳沢保明, 1688년(겐로쿠 원년) ~ 1709년(호에이 6년))
- 가나모리 요리토키(金森頼時, 1689년(겐로쿠 2년)
- 소마 마사타네(相馬昌胤, 1689년(겐로쿠 2년) ~ 1690년(겐로쿠 3년))
- 하타케야마 모토쿠로(畠山基玄, 1689년(겐로쿠 2년) ~ 1691년(겐로쿠 4년))
- 사카이 다다자네(酒井忠真, 1693년(겐로쿠 6년))
- 마쓰다이라 데루사다(松平輝貞, 1694년(겐로쿠 7년) ~ 1709년(호에에 6년))
- 마쓰다이라 노부쓰네(松平信庸, 1696년(겐로쿠 9년) ~ 1697년(겐로쿠 10년))
- 도다 다다토키(戸田忠時, 1704년(호에이 원년) ~ 1706년(호에이 3년))
- 마쓰다이라 다다치카(재임명, 1705년(호에이 2년) ~ 1709년(호에이 6년))
- 마나베 아키후사(間部詮房, 1706년(호에이 3년) ~ 1716년(쇼토쿠 6년))
- 혼다 다다나가(本多忠良, 1710년(호에이 7년) ~ 1716년(쇼토쿠 6년))
- 이시카와 후사시게(石川総茂, 1725년(교호 10년) ~ 1733년(교호 18년))
- 오오카 다다미쓰(大岡忠光, 1756년(호레키 6년) ~ 1760년(호레키 10년))
- 이타쿠라 가쓰키요(板倉勝清, 1760년(호레키 10년) ~ 1767년(메이와 4년))
- 다누마 오키쓰구(田沼意次, 1767년(메이와 4년) ~ ?)
- 미즈노 다다토모(水野忠友, 1777년(안에이 6년) ~ 1780년(덴메이 원년))
- 마쓰다이라 노부아키라(松平信明, 1788년(덴메이 8년))
- 혼다 다다카즈(本多忠籌, 1788년(덴메이 8년) ~ 1790년(간세이 2년))
- 도다 우지노리(戸田氏教, 1790년(간세이 2년))
- 미즈노 다다아키라(水野忠成, 1812년(분카 9년) ~ 1818년(분카 14년))
- 다누마 오키마사(田沼意正, 1825년(분세이 8년) ~ 1834년(덴포 5년))
- 호리 지카시게(堀親寚, 1841년(덴포 12년) ~ 1845년(고카 2년))
- 미즈노 다다히로(水野忠寛, 1859년(안세이 6년) ~ 1862년(분큐 2년))

## 같이 보기
- 노중